# Oleksandr Horbačuk
Oleksandr Horbačuk (in ucraino Олександр Горбачук?; 11 ottobre 1972) è uno schermidore ucraino.

## Biografia
Nei campionati europei di scherma ha conquistato una medaglia d'oro a Coblenza nel 2001 e due medaglie d'argento a Bourges nel 2003 ed a Zalaegerszeg nel 2005, nella gara di spada a squadre.

## Palmarès
In carriera ha conseguito i seguenti risultati:
- Europei di scherma

Coblenza 2001: oro nella spada a squadre.
Mosca 2002: bronzo nella spada a squadre.
Bourges 2003: argento nella spada a squadre.
Zalaegerszeg 2005: argento nella spada a squadre.